# Hyperdimension Neptunia U: Action Unleashed
Hyperdimension Neptunia U: Action Unleashed (超次元アクション ネプテューヌU Chō Jigen Akushon Nepute~yūnu U, lit. Super Dimension Action Neptune U) (超次元アクション ネプテューヌU Chō Jigen Akushon Nepute~yūnu U, lit. Super Dimension Action Neptune U) là một trò chơi hack and slash được phát triển bởi Tamsoft và được Compile Heart phát hành tại Nhật Bản, và Idea Factory phát hành tại phương tây. Là một tựa game spin-off trong series game Hyperdimension Neptunia, tròc chơi được công bố bởi Compile Heart tại sự kiện Dengeki Stage 2014 khi game được tạo ra bởi Tamsoft, được biết đến với công việc của họ với các trò chơi Senran Kagura và OneChanbara. Trò chơi đã phát hành vào ngày 28 tháng 8 năm 2014, và ở Bắc Mỹ và khu vực PAL vào tháng năm 2015 cho PlayStation Vita.

## Setting
Một thế giới biết đến như Gamindustri (ゲイムギョウ界 Geimugyō-kai, chơi chữ của câu ゲーム業界 Gēmu gyōkai, "game industry") được bảo vệ bởi thần thánh bảo trợ của các bốn CPU (Console Patron Units, nữ thần) và chị em của họ, các CPU Candidates. Ngay cả trong thế giới này, hạt giống của cái ác không chết đi, và kể từ khi kẻ thù tàn bạo cùng với những con quái vật hung dữ xuất hiện nhanh chóng bị đánh bại bởi sự hợp tác giữa CPU và các CPU Candidates, không chỉ các nữ thần mà còn cả cư dân của Gamindustri đã nhanh chóng trở nên chán nạ. Do đó, các nữ thần đã thảo luận một đề xuất thú vị.

### Nội Dung
Setting trong thời bình yên sau sự kiện 'Console War' định kỳ của các game trước đó các CPU (Console Patron Units) của thế giới Gamindustri tìm cách nâng cao nhận thức từ những người ủng hộ không CPU và các quốc gia mới bằng cách cải thiện hồ sơ công khai của họ. Họ được tiếp cận bởi một nhà báo nổi tiếng tên Dengekiko (trước đây gọi là Dengeki Lass), người cung cấp báo cáo về các CPU trong các nhiệm vụ của guild.
Trong khi đó, nhà báo đối thủ Famitsu được phân công báo cáo về các chị em của CPU, các ứng viên CPU, mặc dù hai phe sớm sáp nhập vào một nhóm duy nhất, và Dengekiko và Famitsu (dựa trên các tạp chí game nổi tiếng của Nhật Bản Dengeki và Famitsu) đồng ý hợp tác và chiến đấu bên cạnh đội ngũ CPU sau khi được ban hành chế tạo áo giáp chiến đấu bởi ông chủ của họ, điều này mang lại cho họ khả năng gần như CPU.
Các bữa tiệc giết vô số những con quái vật, hoàn thành một số hội nhiệm vụ thành công và tăng sự nổi tiếng của họ, nhưng sẽ sớm bị đánh bại và công khai làm nhục bởi một bí ẩn đối thủ mới được biết đến như là thế hệ Next Gen Mech (kẻ đại diện cho mối đe dọa sắp xảy ra của console thế hệ tiếp theo đối với các nền tảng cũ hơn) làm cho xấu hổ trên truyền hình trực tiếp bằng xé quần áo của họ.
Sau khi tạm hồi phục, cả nhóm phân tích chiến lược chiến đấu và phát hiện ra rằng trong khi họ là một đội vô cùng mạnh mẽ, các cuộc tấn công của họ không được phối hợp với nhau. Sau khi trải qua các bài tập huấn luyện để phối hợp các đòn tấn công của họ, và hoàn thành các nhiệm vụ của guild để cải thiện vị thế, các cô gái thách thức Next Gen Mech một lần nữa và chiến thắng sau khi vượt qua lớp phòng thủ kiên cố bằng cách làm việc cùng nhau.
Lấy cảm hứng từ các CPU, Dengekiko và Famitsu đồng ý làm việc cùng nhau trên một bài viết duy nhất thay vì xuất bản các báo cáo riêng biệt về cuộc phiêu lưu của CPU. Trong khi đó, những người bạn thân của CPU, IF và Compa sắp xếp một giải đấu chiến đấu thân thiện cho các CPU, tiếp theo là một đấu trường chiến đấu mãnh liệt ở Tháp Neptral, với Next Gen Mech đang được chế tạo lại đang chờ họ ở tầng trên cùng.

## Nhân vật
Bốn nữ thần Neptune, Noire,  Blanc và Vert, và chị em của mình Nepgear, Uni, Ram và Rom và tất cả xuất hiện trong trò chơi. Ngoài ra còn có hai nhân vật mới dựa trên tạp chí Japan Gaming, Dengekiko (đại diện cho tạp chí như tạp chí Dengeki PlayStation) và Famitsu (đại diện cho tạp chí đánh giá trò chơi).

## Tiếp Nhận
Hyperdimension Neptunia U: Action Unleashed nhận được đánh giá "hỗn hợp hoặc trung bình" trên cả hai nền tảng theo trang web tổng hợp đánh giá Metacritic. Tại Nhật Bản, Famitsu đã cho phiên bản Vita một số điểm là số 27 trong số 40..